# Municipio de Sheridan (condado de Phelps)
El municipio de Sheridan (en inglés: Sheridan Township) es un municipio ubicado en el condado de Phelps en el estado estadounidense de Nebraska. En el año 2010 tenía una población de 196 habitantes y una densidad poblacional de 2,22 personas por km².

## Geografía
El municipio de Sheridan se encuentra ubicado en las coordenadas 40°29′2″N 99°21′36″O / 40.48389, -99.36000. Según la Oficina del Censo de los Estados Unidos, el municipio tiene una superficie total de 88.12 km², de la cual 88,12 km² corresponden a tierra firme y (0 %) 0 km² es agua.

## Demografía
Según el censo de 2010, había 196 personas residiendo en el municipio de Sheridan. La densidad de población era de 2,22 hab./km². De los 196 habitantes, el municipio de Sheridan estaba compuesto por el 93,88 % blancos, el 1,53 % eran afroamericanos, el 0,51 % eran amerindios, el 1,53 % eran asiáticos, el 2,04 % eran de otras razas y el 0,51 % eran de una mezcla de razas. Del total de la población el 2,55 % eran hispanos o latinos de cualquier raza.